# Raise Your Weapon
«Raise Your Weapon» es una canción del productor canadiense deadmau5. Fue lanzado el 23 de mayo de 2011 como su quinto sencillo, perteneciente a su quinto álbum de estudio 4x4=12. La canción fue escrita por Joel Zimmerman, Cydney Sheffield y Sonny Moore, cuenta con la voz de la cantante Greta Svabo Bech.«Raise Your Weapon» es un house progresivo, la canción comienza con una melodía de piano y la voz de Bech, antes de entrar en un dubstep. La canción recibió críticas generalmente positivas. Alcanzó el número 117 en el UK Singles Chart. La canción fue nominada en los grammys de 2011 a la mejor grabación dance, donde también interpretó la canción junto a David Guetta, Chris Brown, Lil Wayne y Foo Fighters. Meses más tarde se lanzó un EP (remix) con remixes de DJ francés Madeon y el trío holandés Noisia, el último deadmau5 lo interpreta en sus shows en vivo.

## Antecedentes y composición
La canción fue escrita por Joel Zimmerman y Cydney Sheffield. Cuenta con la voz de la cantante Greta Svabo Bech. La canción es un house progresivo, comienza con una melodía de un piano abajo de la voz de Bech, luego empieza un ritmo influenciado por el dubstep.

## Comentarios de la crítica
«Raise Your Weapon» recibió críticas generalmente positivas. David Jeffries de Allmusic escribió una reseña positiva y comentó: «Cuando el ritmo "un, dos" de "Raise Your Weapon" y "One Trick Pony" presenta el nuevo amor de Mau5 por el dubstep, ya hay suficiente variedad». Will Hermes de Rolling Stone también dio una crítica positiva: «El toque maestro es "Raise Your Weapon", que luego se convierte en un enfermizo ritmo de dubstep. La cantante Greta Svabo Bech pregunta "¿Cómo se siente ahora, viéndolo quemarse?" antes de los golpes del bajo». Dave Simpson de The Guardian dijo: «"Raise Your Weapon", que cuenta con la voz sentida de Greta Svabo Bech, muestra que [Deadmau5] puede alcanzar sonidos reflexivos». Alex Denney de BBC Music afirmó: «"Raise Your Weapon" cambia súbitamente de un ambiente dirigido por las voces  a un arsenal de sonidos más asociados con Benga». Michelangelo Matos de The A.V. Club dio a la canción una crítica mixta, dijo que la letra estaba «a medio hacer» y que el uso de dubstep era «muy mecánico».

## Formatos y remezclas
| Descarga digital EP (remixes) |                                             |          |  |
| N.º                           | Título                                      | Duración |  |
| 1.                            | «Raise Your Weapon» (Radio Edit)            | 3:22     |  |
| 2.                            | «Raise Your Weapon» (Álbum Versión)         | 8:22     |  |
| 3.                            | «Raise Your Weapon» (Madeon Remix)          | 3:20     |  |
| 4.                            | «Raise Your Weapon» (Extended Madeon Remix) | 4:15     |  |
| 5.                            | «Raise Your Weapon» (Noisia Remix)          | 5:36     |  |
| 6.                            | «Raise Your Weapon» (Stimming Remix)        | 7:17     |  |

## Posicionamientos En Listas
| Chart (2011–2012)                                  | Peak position |
| -------------------------------------------------- | ------------- |
| Belgium (Ultratip Wallonia)                        | 16            |
| Canadian Hot 100                                   | 93            |
| UK Singles Chart                                   | 117           |
| US Billboard Hot 100                               | 100           |
| US Dance/Electronic Digital Song Sales (Billboard) | 15            |
| US Dance/Mix Show Airplay (Billboard)              | 7             |
| US Dance Singles Sales (Billboard)                 | 2             |
| US Heatseekers Songs (Billboard)                   | 11            |
| US Hot Singles Sales (Billboard)                   | 4             |